# トロブリアンド諸島
座標: 南緯8度40分 東経150度55分 / 南緯8.667度 東経150.917度

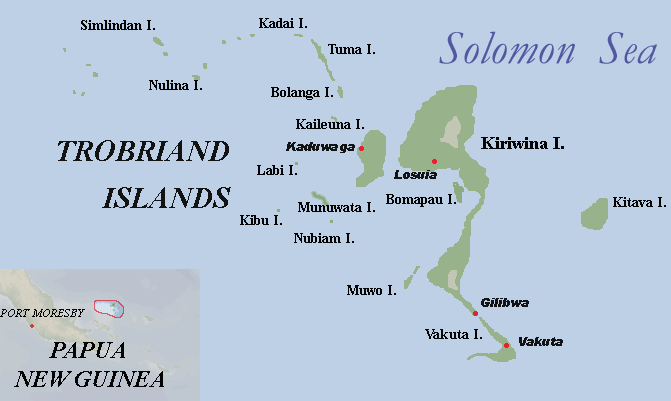
諸島の地図

トロブリアンド諸島（トロブリアンドしょとう、Trobriand Islands、現在の正式名はキリウィナ諸島［Kiriwina］）は、ニューギニア島の東部沖にある環礁からなる島嶼群で、パプアニューギニアのミルン湾州に属する。先住民が20,000人ほど住み、大部分が最大の島のキリウィナ島に住む。その他にはカイレウナ島（Kaileuna）、ヴァクタ島（Vakuta）、キタヴァ島（Kitava）などがある。

## 文化
住民は主として焼畑農業民で、タロイモ・ヤムイモなどを栽培し、伝統的な集落に住む。社会構造は母権・母系制。
「クラ」（クラ交易）という大規模な儀礼的交易がここを中心に古来行われてきたことで有名。これはカヌーで順番に他の島に渡り、貝製の装飾品を交換するものである。物と物の交換であるが、生活必需品の物々交換のような取引とは別のものとされており、クラの手続きに沿うことが重視される。
死者は近隣の島で暮らしたのちに胎児として生まれ変わると信じられてきた。また近代に戦いが禁止されたあと、その代わりとして儀式的なクリケットが盛んになった。
言語（キリヴィラ語）はオーストロネシア語族の西オセアニア語群（ニューギニア島北東部沿岸・島嶼部）に属する。

## 歴史
ヨーロッパから最初に訪れたのはフランスのエスペランス号（1793年）で、乗員ドニ・ド・トロブリアン（Denis de Trobriand）にちなんで命名された。20世紀初めにはイギリスがこの地域を植民地化し、キリウィナ島ロスイア（Losuia）に政庁を設置した。
第一次世界大戦中に文化人類学者ブロニスワフ・マリノフスキがこの地を訪れ、内部から詳細な調査研究を行った。彼によるクラ交易や文化・習俗に関する様々な記録は、現代の文化人類学における古典となり、そのためトロブリアンド諸島も有名になった。
太平洋戦争では周辺が戦場となり、1943年にカートホイール作戦に伴って連合軍がキリウィナ島に進駐した。
1970年代から反植民地・伝統復興運動が盛んになった。現在は観光地化されているものの、伝統文化が保たれている。